# 5-Metoksy-N-metylo-N-izopropylotryptamina
5-Metoksy-N-metylo-N-izopropylotryptamina (5-MeO-MiPT) – organiczny związek chemiczny, psychodeliczna substancja psychoaktywna, pochodna tryptaminy.
Jest jedną z tryptamin opisanych przez Alexandra Shulgina w latach osiemdziesiątych. Wykazuje podobieństwo strukturalne do 5-MeO-DIPT, od której różni się obecnością jednej grupy izopropylowej w miejsce grupy metylowej.